# Патриот на Украйна
Патриот на Украйна (на украински: Патріо́т Украї́ни) е паравоенна националистическа организация в Украйна.
Описвана със своите расистки и неонацистки политически убеждения. Участва в насилия срещу малцинствата и техните политически опоненти. Лидер на „Патриот на Украйна“ е Андрий Билецкий. В интервю за LB.ua на 10 декември 2014 г. той обявява, че организацията спира дейността си поради войната в страната и се влива предимно в рамките на Азовския батальон.

## История
Началото на „Патриот на Украйна“ може да се проследи до Лвов, където Асоциацията за подкрепа на въоръжените сили и Военноморските сили на Украйна (Товариство Сприяння Збройним силам та Військово-Морському флоту України "Патріот України") е регистрирана на 10 юни 1996 г. като гражданско сдружение, регистрационен номер 375.
Първият конгрес на „Патриот на Украйна“ се провежда в Лвов на 12 декември 1999 г., където е официално приета от социалнационалната партия на Украйна (СНПУ) като военизирано свое младежко крило. Във вечерта, около 1500 членове на СНПУ и „Патриот на Украйна“ организират факелно шествие в града. Първият лидер на организацията е Андрий Парубий, който създава дълготрайна традиция на факелни шествия. По това време той придобива национална известност в Украйна, след като е изправен на съд за предполагаемо нападение над комунистически демонстранти в Лвов на 7 ноември 1997 г. Основните телевизионни канали в Украйна излъчват кадри от сблъсъците с демонстрантите. Делото е отлагано и накрая Парубий е освободен поради изтичане на давност.
„Патриот на Украйна“ се влива в СНПУ на 14 февруари 2004 г., когато на IX си конгрес партията приема ново име – Всеукраинско обединение „Свобода“, и избира Олех Тяхнибок като свой ръководител. С цел изграждане на парламентарен тип политическа организация с имидж на „партия на реда“, Свобода се отърсва от някои стари свои ценности, включително Волфсангел тип логото, което е заменено с националните цветове и ръка (три повдигнати пръсти). Оригиналната
„Патриот на Украйна“ също е изгонена, тъй като „Свобода“ иска да се хареса на по-широка маса от украинския електорат. В крайна сметка, „Свобода“ все още е радикална националистическа партия.

### Възстановяване
През 2005 г. започва процес на възстановяване на организацията в Харков, където „Патриот на Украйна“ отново е конституирана като независима политическа организация и впоследствие регистрирана от местните власти като гражданско сдружение на 17 януари 2006 г., регистрационен номер 1057. Определя се като „революционно авангардно украинско социално-националистическо движение“. Организацията продължава да използва символът „Идея за нация“ (подобно на Волфсангел руната), която първоначално е използвана от СНПУ, като единствената разлика е цветът на монограмата. Монограмът се състои от комбинация от латинските букви „I“ и „N“.
През 2007 г. организацията официално приключва отношенията си със „Свобода“, пряк наследник на СНПУ.
Все пак, въпреки разцеплението някои видни членове на „Свобода“, като например Андрий Илиенко, председател на Киевската структура на „Свобода“, продължават да се застъпват за социален-национализъм и идея на двете революции: национални и социални.
През август 2011 г., трима привърженици на „Патриот на Украйна“ са арестувани и осъдени в т.нар Василкев случай.
В края на 2013 г., в началото на протеста евромайдан, „Патриот на Украйна“ създава „Десен сектор“, заедно с други крайно десни и националистически партии и групи.
По време на евромайдана, бойци от организацията са активни участници в големите сблъсъци с полицията.
На 29 април 2014 г., „Патриот на Украйна“ заедно със „Спилна справа“ организират факелно шествие в Киев в памет на падналите герои от евромайдана.